# Bioretencja

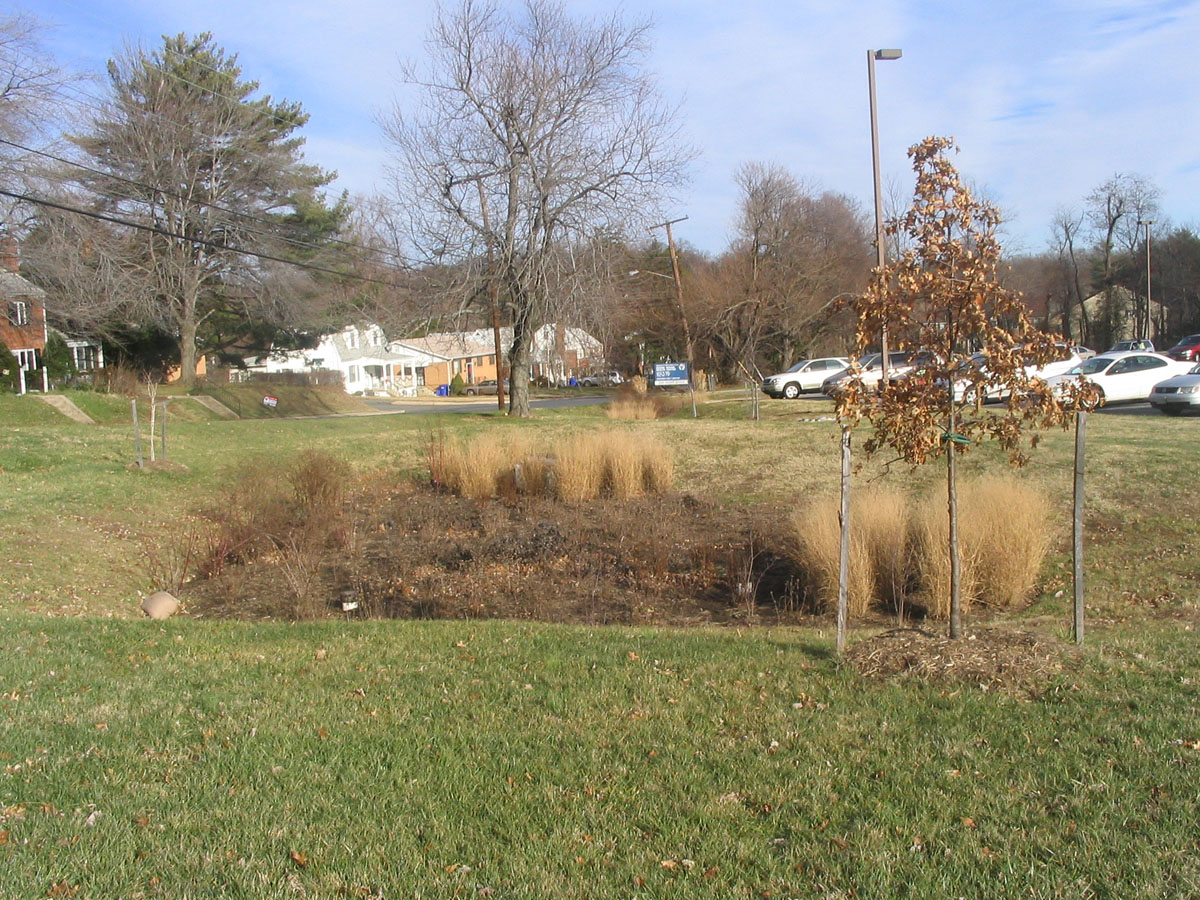
Zlokalizowany w Stanach Zjednoczonych (Dennis Ave Health Center, Wheaton, MD) przykładowy obszar bioretencyjny, nazywany także ogrodem deszczowym. Przeznaczony jest do oczyszczania wód opadowych z sąsiedniego parkingu. Na zdjęciu rośliny znajdują się w stanie zimowego uśpienia

Bioretencja – metoda zagospodarowania wód opadowych z zastosowaniem roślinności, pozwalająca także na usuwanie przez organizmy żywe lub materiał roślinny zanieczyszczeń wody. Wody opadowe z terenów nieprzepuszczalnych są kierowane do obszarów stanowiących system bioretencyjny. Obszary te, nazywane również zbiornikami bioretencyjnymi (lub ogrodami deszczowymi), są zagłębieniami terenu lub płytkimi basenami służącymi do spowalniania przepływu oraz wchłaniania części wody. Systemy bioretencji zapewniają podniesienie jakości wody na drodze jej filtracji przez złoża glebowe oraz za pomocą roślin, a następnie zebranie jej nadmiaru za pomocą podziemnego systemu drenażowego. Bardziej ogólny termin retencja oznacza magazynowanie wody opadowej przez grunty, w rzekach i jeziorach, a także w postaci śniegu oraz lodu, i jest jednym z elementów bilansu wodnego.

## Elementy systemu bioretencyjnego
Typowy system bioretencyjny jest złożony z pasa buforowego trawy, zagłębienia pozwalającego na powstanie stawu, warstwy organicznej lub ściółki, warstwy gleby i roślin, a także znajdującego się pod glebą złoża piasku. Pas trawy zmniejsza prędkość przepływu wód opadowych i pozwala na wyłapanie zawieszonych cząstek ciał stałych. Zagłębienie terenu umożliwia przechowywanie nadmiaru wody deszczowej i późniejsze odparowanie jej części, ponadto pomaga w wyłapaniu cząstek stałych, które nie zostały zatrzymane przez pas trawy. Ściółka lub inna warstwa organiczna pozwala na rozwój mikroorganizmów, które biorą udział w procesach biodegradacji zanieczyszczeń naftowych, pomaga w filtracji zanieczyszczeń i redukuje erozję gleby. Rolą gleby modyfikowanej jest podtrzymanie wzrostu i zapewnienie składników odżywczych dla roślinności oraz zapewnienie odpowiedniego nawilżenia dla ich wzrostu. Gleba taka powinna także zawierać glinę w celu adsorpcji zanieczyszczeń takich jak węglowodory, metale ciężkie i zawarte w wodzie substancje pokarmowe. Roślinność pomaga zredukować nadmiar wody zgromadzony w obniżeniu terenu wykorzystując proces ewapotranspiracji oraz usunąć nadmiar substancji pokarmowych poprzez cykl odżywczy. Złoże piasku pozwala na prawidłowe odprowadzanie wody z gleby oraz ich napowietrzenie. Dodatkową jego rolą jest udział w zmniejszeniu zawartości zanieczyszczeń, których nie udało się wyłapać pozostałym elementom systemu.

## Zastosowanie, zalety, wady oraz ograniczenia
Typowe zastosowania systemów bioretencyjnych dotyczą niewielkich obszarów oraz silnie zurbanizowanych obszarów miejskich. Zastosowanie systemu bioretencyjnego wymaga około 5% powierzchni gruntowej obszaru, z którego zbierana jest woda deszczowa, dlatego najlepszymi kandydatami do ich zastosowania są obiekty posiadające wolne powierzchnie peryferyjne, takie jak parkingi i duże budynki. Do wprowadzenia systemu bioretencyjnego szczególnie nadają się obszary, w których istniejące rozwiązania obsługujące odprowadzanie wód opadowych wymagają modernizacji. Odpowiednio zaprojektowane i konserwowane zbiorniki retencyjne mogą być bardzo estetyczne. Pośród zalet można również wymienić zmniejszenie ilości wody opuszczającej obszar odwadniany. Istotne jest również skuteczne usuwanie zanieczyszczeń: osadów, substancji pokarmowych, śladów metali ciężkich i związków organicznych występujących w wodzie opadowej. Możliwe jest także usuwanie bakterii. Metoda ta pozwala na elastyczność, dzięki czemu może być stosowana do większości krajobrazów. Pośród zalet wymienić można również relatywnie małe koszty wymaganej konserwacji. Zbiorniki bioretencyjne przeznaczone dla silnie zanieczyszczonych wód opadowych, np. w pobliżu stacji benzynowych oraz marketów, muszą mieć dno wyłożone nieprzepuszczalną wykładziną, aby zapobiec wypływaniu zanieczyszczonej wody do kanalizacji deszczowej, wód podziemnych lub cieków i zbiorników wodnych przyjmujących nadmiar wód opadowych. Wykładzinę taką powinno się stosować także na terenach krasowych. Metody bioretencyjne nie nadają się do stosowania dla dużych obszarów, na przykład w systemach regionalnej kontroli wody deszczowej, ze względu na duże koszty wymaganych gruntów. Ich zastosowanie w przypadku parkingów nie posiadających naturalnych terenów peryferyjnych może zmniejszyć liczbę dostępnych miejsc parkingowych. Innym czynnikiem ograniczającym zastosowanie systemów bioretencyjnych są wysokie, w porównaniu do innych metod zagospodarowania wód opadowych, koszty inwestycyjne. Systemy te są podatne na zaśmiecenie i zamulenie, dlatego wymagają stosowania rozwiązań ograniczających ilość gleby i innych materiałów stałych transportowanych przez wody opadowe. W zimnym klimacie dodatkowym czynnikiem podnoszącym koszty inwestycyjne jest konieczność zapewnienia rozwiązań związanych z niską wydajnością systemów bioretencyjnych w zimie.

## Usuwanie metali ciężkich
W wodach opadowych pochodzących z terenów nieprzepuszczalnych (np. drogi i chodniki) występują ślady metali ciężkich, takich jak cynk, miedź i ołów. Warstwa bioretencjonująca w systemach oczyszczania wód opadowych, takich jak ogrody i osadniki deszczowe, pozwala na zmniejszenie zawartości metali ciężkich w takich wodach, gdyż rozpuszczone związki tych metali mogą albo związać się z cząstkami osadów z jezdni, albo zostać zaadsorbowane przez cząstki stałe układów filtracyjnych w systemie bioretencyjnym. W testach laboratoryjnych, w których wykorzystano prototypowe konstrukcje doniczek wypełnionych mediami systemu bioretencyjnego w celu symulacji warunków naturalnego wzrostu roślin, badano stopień oczyszczenia wody zawierającej ślady metali ciężkich w składzie symulującym typowe poziomy zanieczyszczeń wód opadowych. Przy niskim stężeniu (0,66 ±0,11 mg/l cynku, 71 ±5 μg/l miedzi, 67 ±6,1 μg/l ołowiu oraz 21 ±2,4 μg/l kadmu) usunięte zostało odpowiednio 94 ±2, 88 ±5, 95 ±2 i >95% tych metali. Przy nieco wyższym poziomie zanieczyszczeń (1,44 ±0,12 mg Zn, 170 ±12 μg/l Cu, 160 ±18 μg/l Pb oraz 48 ±7,2 Cd) efektywność obniżania stężenia tych metali była jeszcze wyższa i wynosiła odpowiednio: 97 ±1, 93 ±2, 97 ±1 i >98%. W doświadczeniach przeprowadzonych w chłodnym klimacie (w Norwegii) badano wpływ pory roku na obniżenie stężenia wybranych metali ciężkich. Uzyskane stopnie obniżenia ich stężenia wynosiły w kwietniu: 90% Zn, 83% Pb i 60% Cu, natomiast w sierpniu: 90% Zn, 89% Pb i 75% Cu. Pora roku nie miała wpływu na efektywność usuwania cynku, niewielki wpływ w przypadku ołowiu i zauważalny w przypadku miedzi. Autorzy tych badań stwierdzili również, że główną rolę w usuwaniu tych metali miała ściółka i gleba, podczas gdy roślinność akumulowała jedynie 2–7%. Oznacza to, że systemy bioretencyjne mają ograniczoną żywotność – jednym ze sposobów ich oczyszczenia może być zastosowanie roślinności hiperakumulującej metale ciężkie.

## Marketingowe znaczenie pojęcia
Słowo bioretencja bywa też niepoprawnie używane w kontekście marketingowym jako synonim słowa przyswajanie w celu zaciekawienia odbiorcy reklamy i odwrócenia jego uwagi od braku porównania preparatu z konkurencyjnymi produktami w danej reklamie. Pozwala to na uniknięcie kosztownych badań porównawczych.